# Henri Menjou
Henri Menjou (ur. w XIX wieku - zm. w XX wieku) – francuski kolarz torowy, brązowy medalista olimpiady.

## Kariera
Największy sukces w karierze Henri Menjou osiągnął w 1906 roku, kiedy zdobył brązowy medal w jeździe na 1000 m na czas na letniej olimpiadzie w Atenach. W zawodach tych wyprzedzili go jedynie Włoch Francesco Verri oraz Brytyjczyk Herbert Crowther. Na tej samej imprezie wystartował jeszcze w trzech indywidualnych konkurencjach kolarskich: sprincie oraz wyścigach na 5 i 20 km, ale we wszystkich tych występach odpadał we wczesnej fazie rywalizacji. Nigdy nie zdobył medalu na torowych mistrzostwach świata.